# Ernst Nobs
Ernst Nobs (Seedorf, 14 luglio 1886 – Meilen, 13 marzo 1957) è stato un politico svizzero.
Nel dicembre 1943 è stato eletto nel Consiglio federale svizzero, rimanendovi fino al dicembre 1951.
Era rappresentante del Partito Socialista Svizzero.
Ha guidato il Dipartimento federale delle finanze dal 1944 al 1951.
Ha ricoperto la carica di Presidente della Confederazione svizzera nel 1949. Inoltre è stato sindaco di Zurigo dal 1942 al 1944.